# 海豚 (NRL)
海豚（英語：Dolphins），是澳洲職業聯盟式橄欖球隊，自2023年賽季加入國家橄欖球聯賽。昆士蘭盃球隊雷德克利夫海豚於2020年參加NRL的競標，海豚於2021年10月奪得聯盟第17隊參賽執照。本隊將成為昆士蘭州的第四支NRL球隊，也是布里斯本的第二支球隊，與布里斯本野馬並列。

## 歷史
2020年9月22日雷德克利夫海豚推出了名為NRL就緒的活動，將參與競標爭取加入聯賽。該公告恰逢摩頓日報體育場新看台的開幕。
2021年間，海豚和布里斯本噴氣機與布里斯本火鷹財團競爭第17張NRL執照，這些財團也和昆士蘭盃的俱樂部有聯繫。海豚於2021年10月13日奪得執照。韋恩·班尼特將成為首任教練。